# Irish Whip Wrestling
Pour les articles homonymes, voir IWW (homonymie).
L'Irish Whip Wrestling (IWW) est une promotion indépendante irlandaise de lutte professionnel créée en 2002. 

## Historique
L'entreprise a été nommé en hommage au catcheur irlandais Danno O'Mahony, qui est crédité comme l'inventeur de la manœuvre de catch Irish whip. L'IWW organise des shows dans toute l'Irlande. Son show hebdomadaire a été diffusé sur Sky One, RTE, TV3, The Wrestling Channel, et actuellement sur Buzz TV. 
Plusieurs catcheurs britanniques et irlandais connus ont fréquenté cette fédération comme Wade Barrett, Sheamus, Drew McIntyre ou encore Prince Devitt.

## Championnats actuels
| Championnats                                | Champion(s)    | Anciens champion(s) | Date de victoire  | Lieu                   |
| ------------------------------------------- | -------------- | ------------------- | ----------------- | ---------------------- |
| IWW International Heavyweight Championship, | Captain Rooney | Supermodel          | 29 septembre 2013 | Dundalk, Irlande       |
| IWW Zero-Gravity Championship,              | Cambo Cray     | Skaterboy Jeebus    | 31 mai 2014       | Louth, Irlande du Nord |

## Irish Whip Wrestling International Heavyweight Championship
L'IWW International Heavyweight Championship est le titre suprême de la Irish Whip Wrestling. Il a été introduit le 27 mars 2005 dans un tournoi où 8 catcheurs s'affrontaient pour décrocher ce titre. Sheamus O'Shaunessy bat Darren Burridge en finale du tournoi et devient le premier champion.
Le titre a connu huit règnes pour sept champions différents. Le champion actuel[Quand ?] est Captain Rooney.

### Liste des catcheurs de la IWW[6]
- Captain Rooney (IWW International Heavyweight Champion)
- Mandrake
- TJ Meehan
- Soultaker Salem
- Noah Jones
- Walter Alexander
- Mortis The Clown
- Skaterboy Jeebus
- Cambo Cray (IWW Zero-Gravity Champion)
- Aaron Idol
- John Boy